# Guillaume Greuet
Guillaume Greuet (ur. 7 sierpnia 1977 roku w Les Pavillons-sous-Bois) – francuski kierowca wyścigowy.

## Kariera
Greuet rozpoczął karierę w wyścigach samochodowych w 1994 roku od startów we Francuskiej Formule Renault. Z dorobkiem dwóch punktów uplasował się tam na 22 pozycji w klasyfikacji generalnej. Rok później w tej samej serii był już piąty. W późniejszych latach pojawiał się także w stawce Macau ELF Promotional race, Grand Prix Makau, Francuskiej Formuły 3, Renault Megane Cup France, Renault Spider Europe, International Sports Racing Series, Renault Sport Clio Trophy, Renault Megane Cup Italy, Open Telefonica by Nissan oraz Renault Clio V6 Trophy.
W World Series by Nissan Francuz wystartował w czterech wyścigach sezonu 2000 z włoską ekipą Doors Junior Team. Uzbierane siedem punktów dało mu siedemnaste miejsce w końcowej klasyfikacji kierowców.